# Saxifraga aretioides
Saxifraga aretioides es una especie de planta fanerógama perteneciente a la familia Saxifragaceae. Es originaria de Europa.

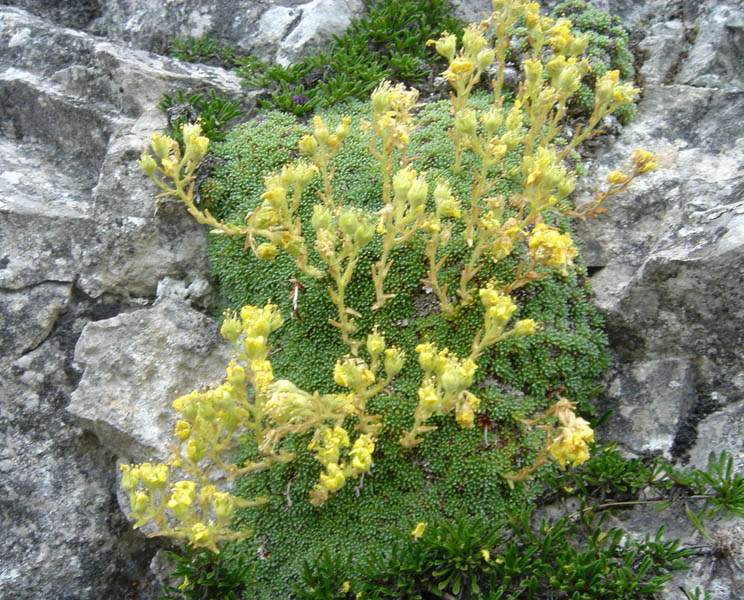
En flor

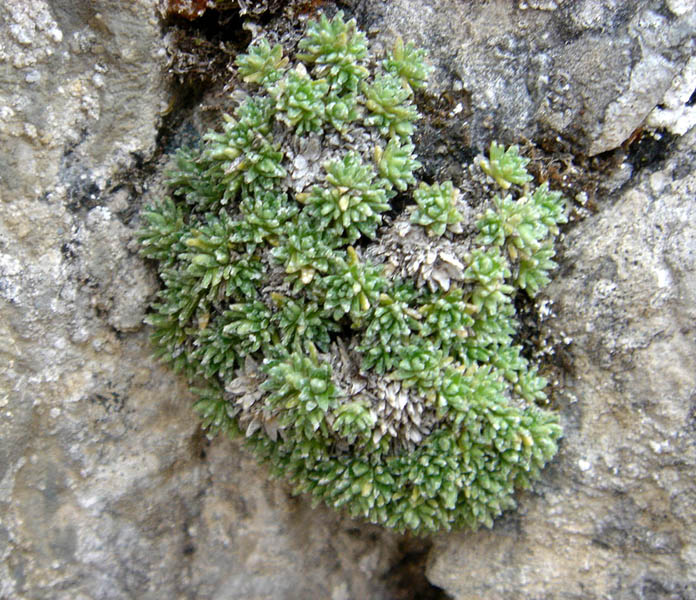
En su hábitat

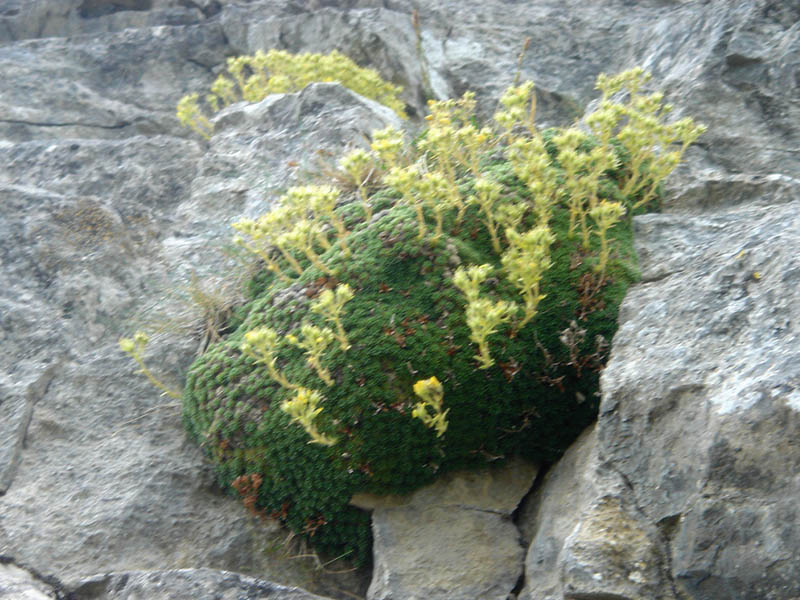
En su hábitat

## Descripción
Es una planta perenne, pulvinular-cespitosa, formada por numerosas rosetas columnares de  0,5-1 cm de diámetro. Tallos floríferos de hasta 7 cm, terminales, erectos, con indumento denso. Hojas basales de 4-7  x 0,75-1,25  mm, imbricadas, linear-elípticas o linear-espatuladas, rígidas. Inflorescencia en panícula umbeliforme, pauciflora, con 1-4  flores; brácteas similares a las hojas superiores. Pétalos  de color amarillo intenso.  Fruto globoso, con estilos que sobrepasan en 1-2 mm los sépalos. Semillas 0,6- 0,9 x  0,4 mm, con micropapilas y tubérculos.

## Distribución y hábitat
Se encuentra en las fisuras de roquedos calizos; a una altitud de 1500-2000 metros. Muy esporádica por los Pirineos.

## Taxonomía
Saxifraga aretioides fue descrita por Philippe-Isidore Picot de Lapeyrouse y publicado en Fig. Fl. Pyrénées 28 1801.
Etimología
Saxifraga: nombre genérico que viene del latín saxum, ("piedra") y frangere, ("romper, quebrar"). Estas plantas se llaman así por su capacidad, según los antiguos, de romper las piedras con sus fuertes raíces. Así lo afirmaba Plinio, por ejemplo.
aretioides: epíteto compuesto que significa "como Aretia"
Sinonimia
- Chondrosea aretioides Haw.[2]

Híbrido
- Saxifraga x anglica
- Saxifraga x baccii
- Saxifraga x boydii
- Saxifraga x boydilacina
- Saxifraga x byam-groundsii
- Saxifraga x finnisiae
- Saxifraga x geuderi
- Saxifraga x goringana
- Saxifraga x grata
- Saxifraga x hardingii
- Saxifraga x heinrichii
- Saxifraga x izarii
- Saxifraga x kayei
- Saxifraga x krausii
- Saxifraga x lincolni-fosteri
- Saxifraga x lismorensis
- Saxifraga x luteo-purpurea
- Saxifraga x malbyana
- Saxifraga x megaseaeflora
- Saxifraga x poluanglica
- Saxifraga x poluluteo-purpurea
- Saxifraga x proximae
- Saxifraga x quagrata
- Saxifraga x saleixiana
- Saxifraga x siluris
- Saxifraga x steinii
- Saxifraga x stuartii[3]